# Thriller
 For alternative betydninger, se Thriller (flertydig). (Se også artikler, som begynder med Thriller)
Thriller er en bred genre af litteratur, film og tv. Den inkluderer mange ofte overlappende undergenrer. Navnet kommer af engelsk: to thrill, altså at gyse eller begejstre. Genren er let at forveksle med gys og action, der i dansk terminologi dækker over både thriller- og horror-genrerne alt efter kontekst.
Et værk af denne genre kaldes ofte for en thriller (flertal: thrillere). Thrillere er ofte karakteriseret ved hurtig, ofte forekommende spænding, og ressourcestærke helte, der skal modsvare onde planer udtænkt af stærkere og bedre udrustede skurke. Litterære metoder såsom suspense og cliffhangers bruges ofte.